# Zachodnia Magistrala Piaskowa
Zachodnia Magistrala Piaskowa – zwyczajowa nazwa normalnotorowej, przemysłowej, częściowo dwutorowej, niegdyś zelektryfikowanej sieci linii kolejowych łączących stację kolei piaskowej KWK Makoszowy oraz Pawłowice Górnicza ze stacją Kotlarnia, na którą składają się Linia kolejowa nr 302 (KPK-LK)/221 (Infra Silesia), Linia kolejowa nr 301 (KPK-LK), Linia kolejowa nr 211/21 (Infra Silesia/JSK) na odcinku Boguszowice - Borynia i Linia kolejowa nr 22 (JSK) Borynia - Pawłowice Górnicza wraz z odgałęzieniem 2 linii rozpoczynającym się na stacji Kotlarnia: 304 i 305. Magistrala stanowiła i stanowi główne połączenie piaskowni w Kotlarni z szybami podsadzkowymi oraz mostami zsypowymi piasku budowlanego znajdującymi się w Zabrzu, Gliwicach i Chorzowie. Sieć ta stanowiła i stanowi jedną z głównych magistrali kolei piaskowych w GOP. Poprzez liczne odgałęzienia linia jest połączona także z zakładami przemysłowymi na terenie Zabrza – KWK Sośnica Makoszowy, Rybnika - Elektrownia Rybnik i Jastrzębia -Zdroju – KWK Borynia i na potrzeby dostarczania węgla i piasku z/do śląskich kopalń zbudowano łącznicę pozwalającą omijać stację Kotlarnia. Aktualnie czynna jest cała magistrala od stacji Kopalnia Makoszowy do stacji Pawłowice Górnicza długości 85,887 km oraz odgałęzienie do Haldexu Szombierki długości 83,652 km.

## Historia

### Lata 1956-2001
W pierwszych latach funkcjonowania wykorzystywano głównie trakcję parową – pociągi były obsługiwane parozowami serii Ty2 oraz Ty45. W późniejszych latach sukcesywnie wprowadzano do eksploatacji lokomotywy ET21 a także TEM2. Po deelektryfikacji magistrali pociągi piaskowe, węglowe lub z odpadami górniczymi prowadzone były i są zazwyczaj TEM2 lub S200. Po podziale w 1991 roku Przedsiębiorstwo Materiałów Podsadzkowych Przemysłu Węglowego na 4 podmioty handlowe ruch prowadzony był przez KP Kotlarnia. Do dziś obsługiwany jest most zsypowy piasku budowlanego: Wojciech. Do lat 2000 obsługiwane były mosty Krywałd I i II, Jastrzębie Podsadzka, Bojków (obecnie zamulanie prowadzone jest popiołami). Za utrzymanie infrastruktury odpowiadają spółki: Infra Silesia na odcinku Paruszowiec - Boguszowice oraz Kopalnia Piasku Kotlarnia – Linie Kolejowe na pozostałym odcinku, zaś przewoźnikami korzystającymi z magistrali są Kopalnia Piasku Kotlarnia, DB Schenker Rail Polska oraz PKP Cargo Service. Magistrala w latach świetności miała liczne połączenia z siecią PKP, w tym od stacji Zabrze Biskupice do stacji Pawłowice Górnicza, a także z siecią Magistrali Północnej na posterunku odgałęźnym Karol Miarka i Magistrali Południowej na posterunku Tunel.

### Po 2001 roku
Ciągłe zmniejszające się zapotrzebowanie na piasek podsadzkowy spowodował likwidację poszczególnych odgałęzień. W latach 2004/2006 zlikwidowano odcinek Haldex Szombierki – Karol Miarka odcinając KWK Rozbark od Magistrali Północnej. Na przełomie lat 2004/2006 zlikwidowano połączenie z siecią Magistrali Południowej poprzez WNTK Ruda Śląska.
Obecnie rozebrany jest drugi tor linii 301 na odcinku od stacji Kotlarnia aż do dawnego posterunku Kanał, przy czym jazda po szlaku Kotlarnia – Drama odbywa się w całości jednotorowo dwukierunkowo dla jazd w kierunku Michała oraz Wojciecha w związku z likwidacją przejść rozjazdowych na stacji Drama. Na szlaku Drama - Michał drugi tor istnieje, lecz nie jest używany. Magistrala przecina w swoim przebiegu linię E30. Linia obsługuje regularne przewozy towarowe węglowe z Haldexu Szombierki do stacji Michał obsługiwane przez PKP Cargo Service, KWK Makoszowy - Pawłowice Górnicza, obsługiwane przez KP Kotlarnia oraz pociągi piaskowe na most zsypowy piasku budowlanego Wojciech oraz na punkt sprzedaży piasku w Pyskowicach. Na Magistrali odbywają się też jazdy testowe lokomotyw remontowanych w MTL Asco Rail w Pyskowicach, na odcinku Pyskowice - Drama oraz Pyskowice - Michał. Od 2012 roku sporadycznie po szlaku magistrali na odcinku Kotlarnia - Biskupice poruszają się składy piaskowe w związku z wygraną przez PKP Cargo Service obsługą mostu podsadzkowego Witczak KWK Bobrek Centrum, z przerwą w latach 2014-2015. Od 2001 roku stan techniczny torowisk oraz urządzeń starowania ruchem na magistrali systematycznie się pogarsza o czym świadczą stałe kontrole UTK. 04 kwietnia 2014 UTK interweniowało z powodu długotrwałego stosowania Sz na stacjach Drama i Pyskowice na linii 301, natomiast 1 października 2014 odbyła się kontrola stanu technicznego torowisk na linii, podczas której wykryto szereg nieprawidłowości. 17 marca 2015 odbyła się kontrola linii 302, podczas której stwierdzono między innymi niewłaściwe utrzymanie torowisk linii 302

## Wykaz posterunków ruchu linii 301
| Nazwa posterunku | Kilometraż | Rodzaj          | Stan         | Odgałęzienie                                                  |
| ---------------- | ---------- | --------------- | ------------ | ------------------------------------------------------------- |
| Kotlarnia        | 0,514 km   | stacja          | czynny       | Elektrownia Rybnik Leboszowice Pole piaskowe Ortowice         |
| Kanał            | -          | post. odgałęźny | zlikwidowany | Rudziniec Gliwicki PKP Toszek Północ PKP                      |
| Drama            | 22,311 km  | stacja          | czynna       | bocznica stacyjna Dzierżno                                    |
| Pyskowice        | 26,065 km  | stacja          | czynna       | bocznica stacyjna Dzierżno punkt sprzedaży piasku budowlanego |
| Michał           | 41,809 km  | stacja          | zlikwidowana | PD, Haldex Szombierki Północna Magistrala Piaskowa            |
| Tunel            | -          | post. odgałęźny | zlikwidowany | WNTK Ruda Śląska Południowa Magistrala Piaskowa               |
| Biskupice        | 46,174 km  | stacja          | czynna       | Fortum Zabrze                                                 |
| KWK Makoszowy    | 52,155 km  | stacja          | czynna       | Gliwice Sośnica PKP PLK                                       |

## Wykaz posterunków ruchu linii 302
| Nazwa posterunku          | Kilometraż | Rodzaj                | Stan      | Odgałęzienie                                                                 |
| ------------------------- | ---------- | --------------------- | --------- | ---------------------------------------------------------------------------- |
| Kotlarnia                 | 0,514 km   | stacja                | czynny    | Drama Leboszowice Pole piaskowe Ortowice                                     |
| Rudy                      | 9,784 km   | post. odgałęźny       | nieczynny | Elektrownia Rybnik, obecnie obsługuje ruch zdalnie stacja Elektrownia Rybnik |
| Elektrownia Rybnik Zachód | 18,913 km  | posterunek bocznicowy | czynny    | bocznica stacyjna Elektrowni Rybnik                                          |
| Elektrownia Rybnik Wschód | 20,208 km  | posterunek bocznicowy | czynny    | bocznica stacyjna Elektrowni Rybnik                                          |
| Paruszowiec               | 24,196 km  | posterunek odgałęźny  | czynny    | Leszczyny PKP PLK                                                            |
| Boguszowice               | 34,246 km  | stacja                | czynna    | BNTiSK Kłokocin Rybnik Towarowy (PKP PLK S.A.)                               |
| Borynia                   | 39,509 km  | stacja                | czynna    | KWK Jas-Mos                                                                  |
| Zofiówka                  | 43,450 km  | stacja                | czynna    | bocznica stacyjna KWK Zofiówka, KWK Jas-Mos                                  |
| Pawłowice Górnicza        | 48,180 km  | stacja                | czynna    | Pawłowice Śląskie PKP PLK                                                    |

## Wykaz posterunków ruchu linii 309
| Nazwa posterunku  | Kilometraż | Rodzaj               | Stan      | Odgałęzienie                             |
| ----------------- | ---------- | -------------------- | --------- | ---------------------------------------- |
| Michał            | 0,000 km   | stacja               | nieczynna | Tunel PD                                 |
| Wojciech          | -          | post. bocznicowy     | czynny    | Most Zsypowy piasku budowlanego Wojciech |
| Haldex Szombierki | 7,597 km   | stacja               | czynna    | Haldex Szombierki                        |
| Karol Miarka      | -          | posterunek odgałęźny | nieczynna | Północna Magistrala Piaskowa             |

## Ciekawostki
Na magistrali odbywał się ruch pociągów służbowych, prowadzonych początkowo parowozami Ty45 a w późniejszym okresie EN57 oraz ET21 z wagonem osobowym 94A w relacji Pyskowice – Kotlarnia oraz Pyskowice - Leśniczówka. Ruch pociągów służbowych zawieszono po 2001 roku, wraz z komercjalizacją PMPPW i likwidacją sieci trakcyjnej na większości szlaków z powodu licznych kradzieży.. 20 lutego 2006 roku odbył się specjalny przejazd szynobusu SA132 Katowice – Katowice w ramach akcji Pierwszy prywatny pociąg pasażerski przewoźnika PCC Rail. Pociąg specjalny jechał częścią dawnej magistrali od stacji Pawłowice Górnicza, przez stację Borynia do stacji Boguszowice, z rozkładowymi zatrzymaniami pociągu. Był to pierwszy pociąg pasażerski jadący po części dawnej magistrali po likwidacji w 2001 roku pociągów służbowych na Kotlarnię i Pyskowice, obsługiwanych przez skład wagonowy ET21+94A lub jednostkę elektryczną EN57.

## Galeria

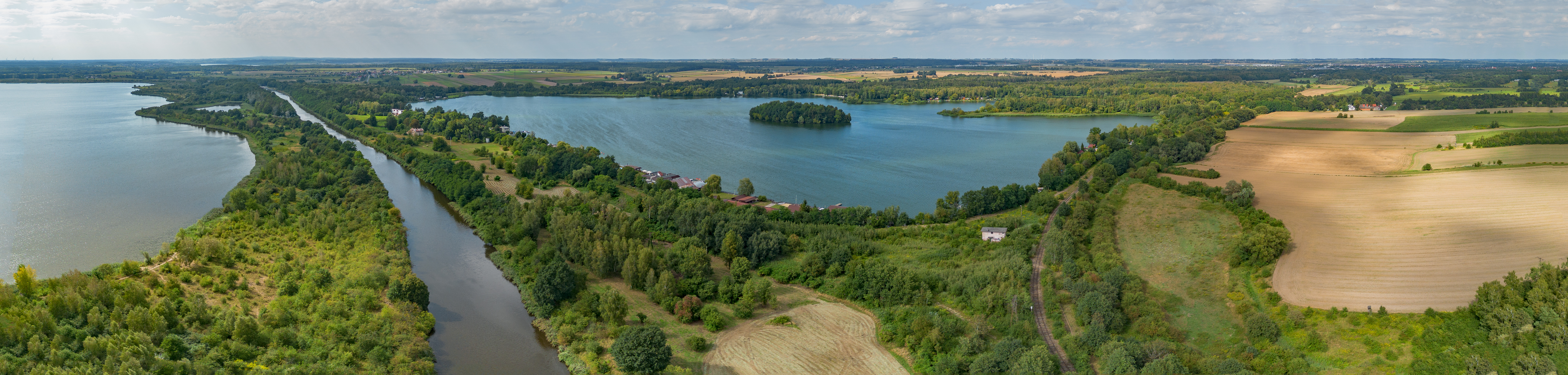
Panorama na zbiornik Dzierżno Małe, u dołu kadru widoczny "trójkąt" torowy dawnej stacji kolei piaskowych Drama
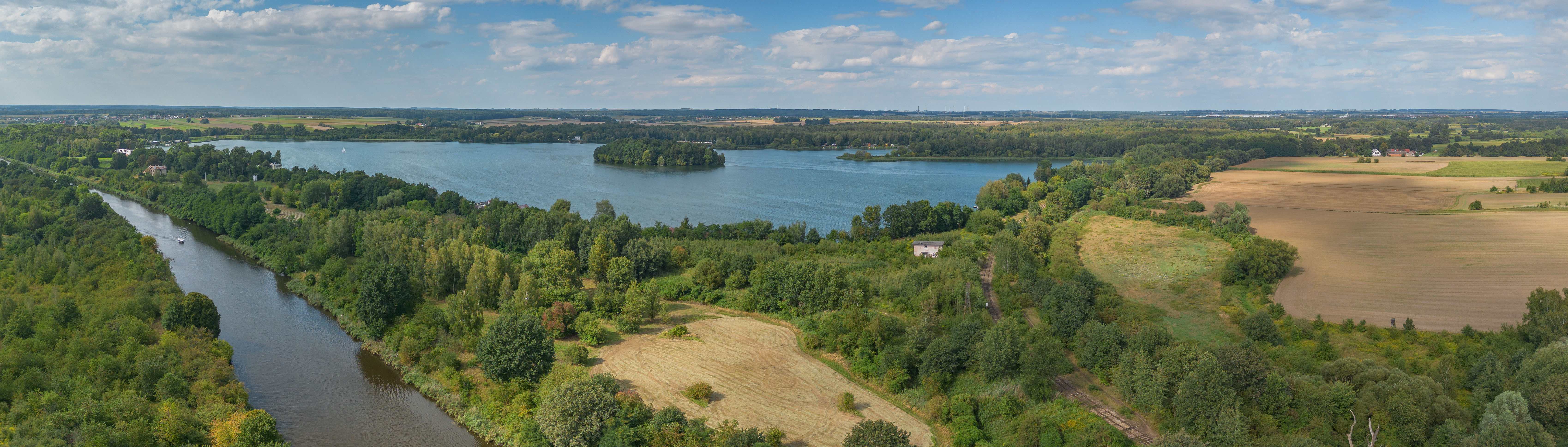
Panorama na zbiornik Dzierżno Małe, u dołu kadru widoczny "trójkąt" torowy dawnej stacji kolei piaskowych Drama
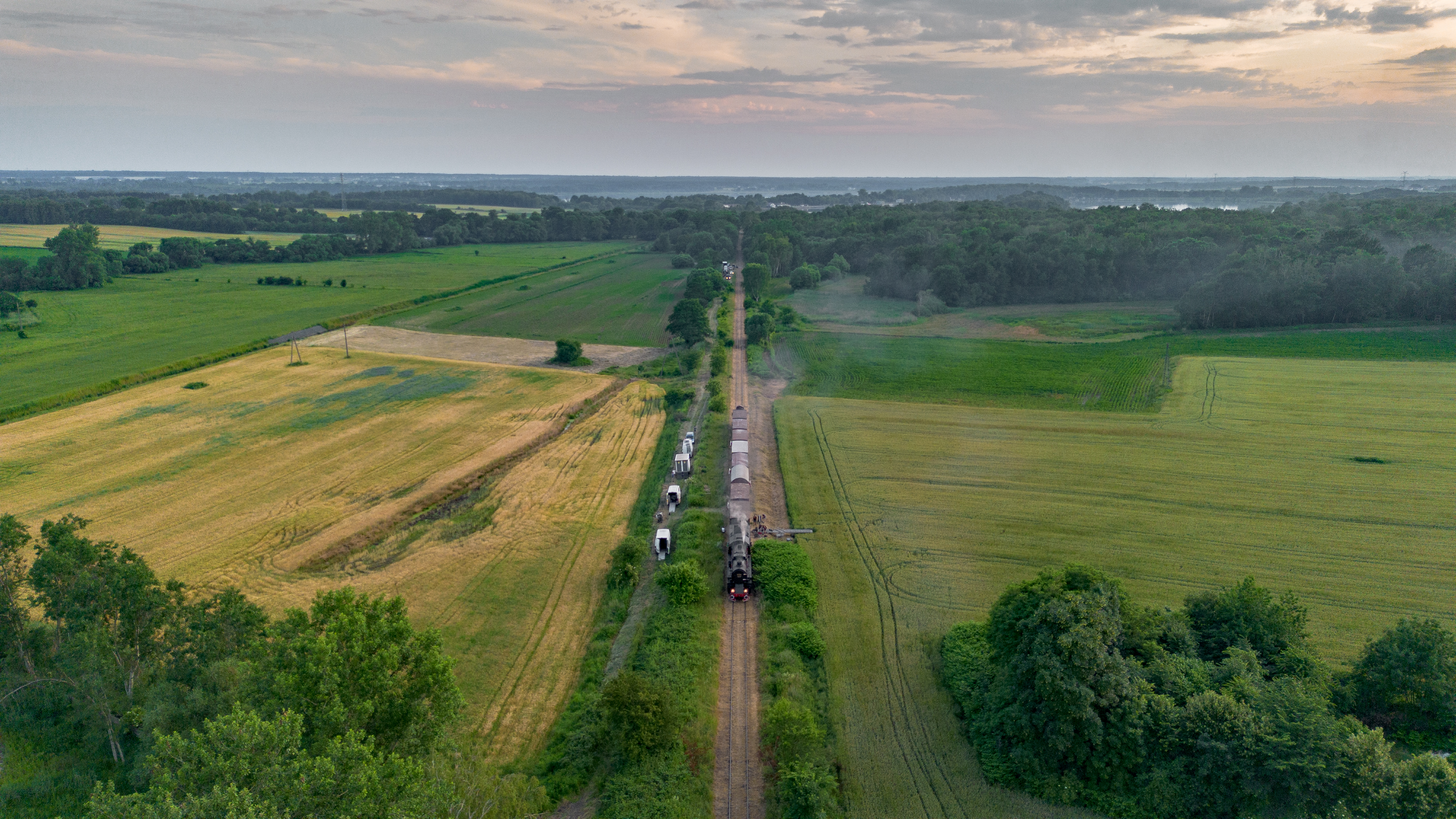
Dawny szlak kolei piaskowej Pyskowice-Drama
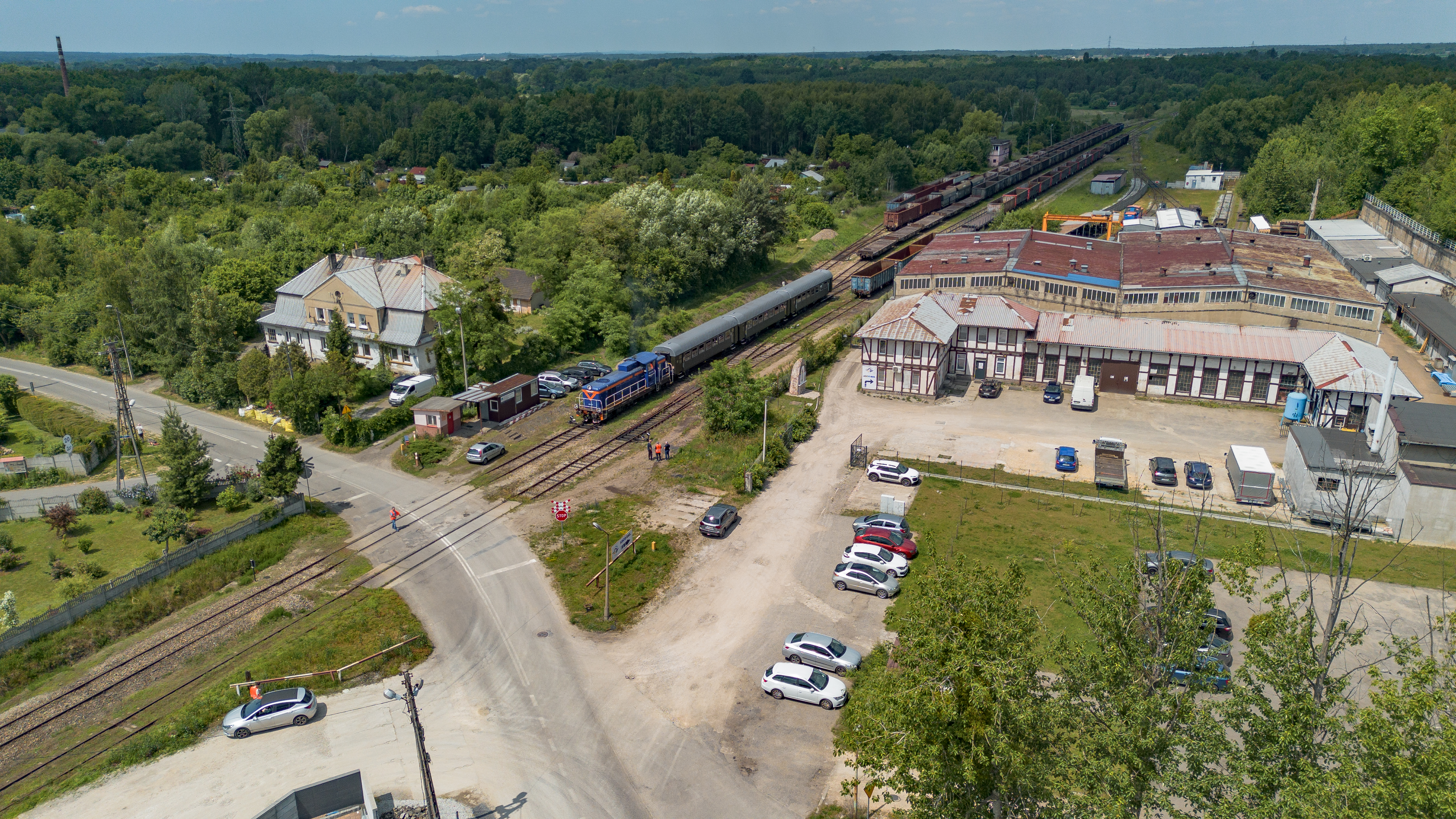
Dawna stacja kolei piaskowych Pyskowice (od strony Zabrza)
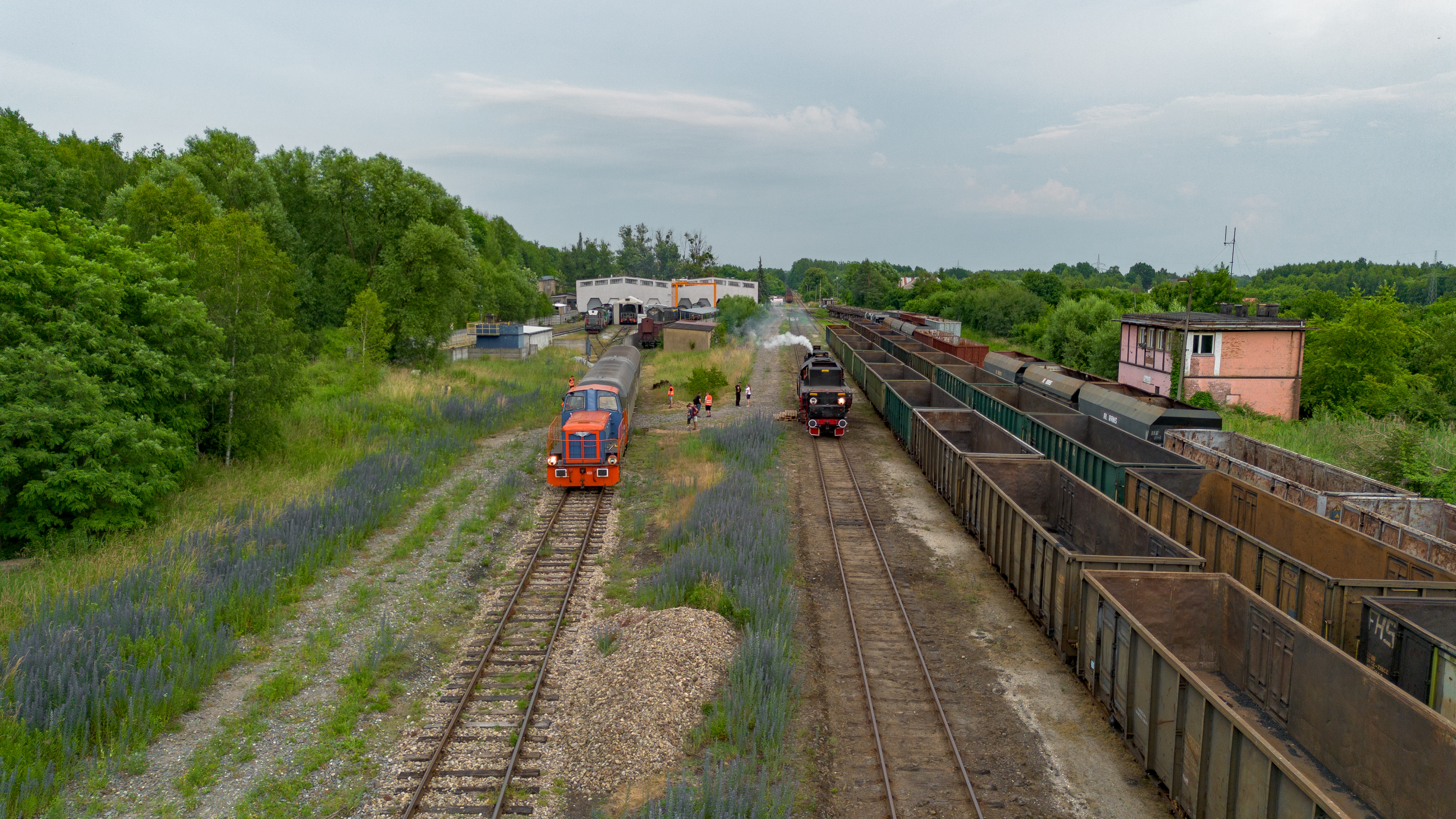
Dawna stacja kolei piaskowych Pyskowice (od strony Dramy)
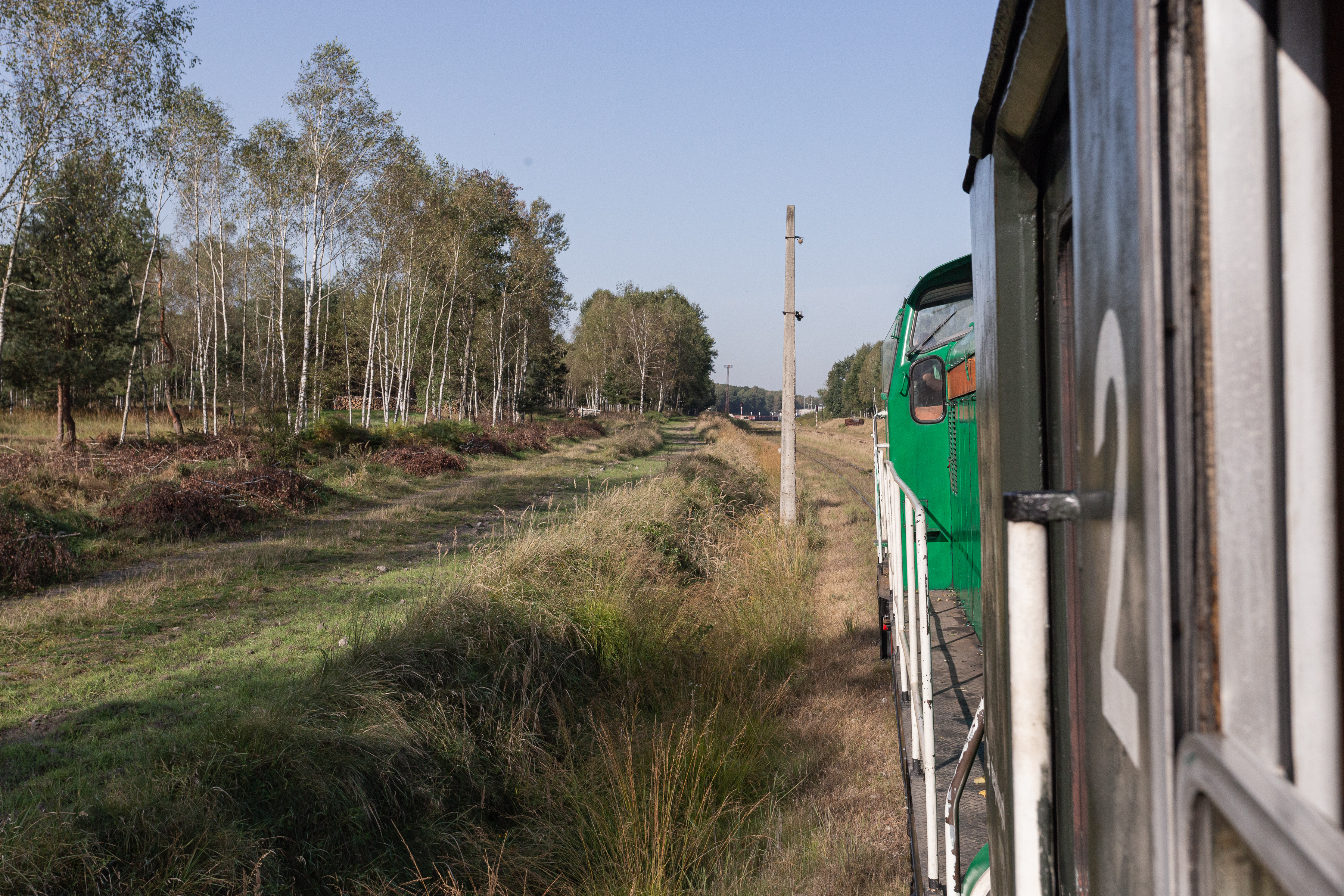
Wjazd do st. Kotlarnia z kierunku Pyskowic
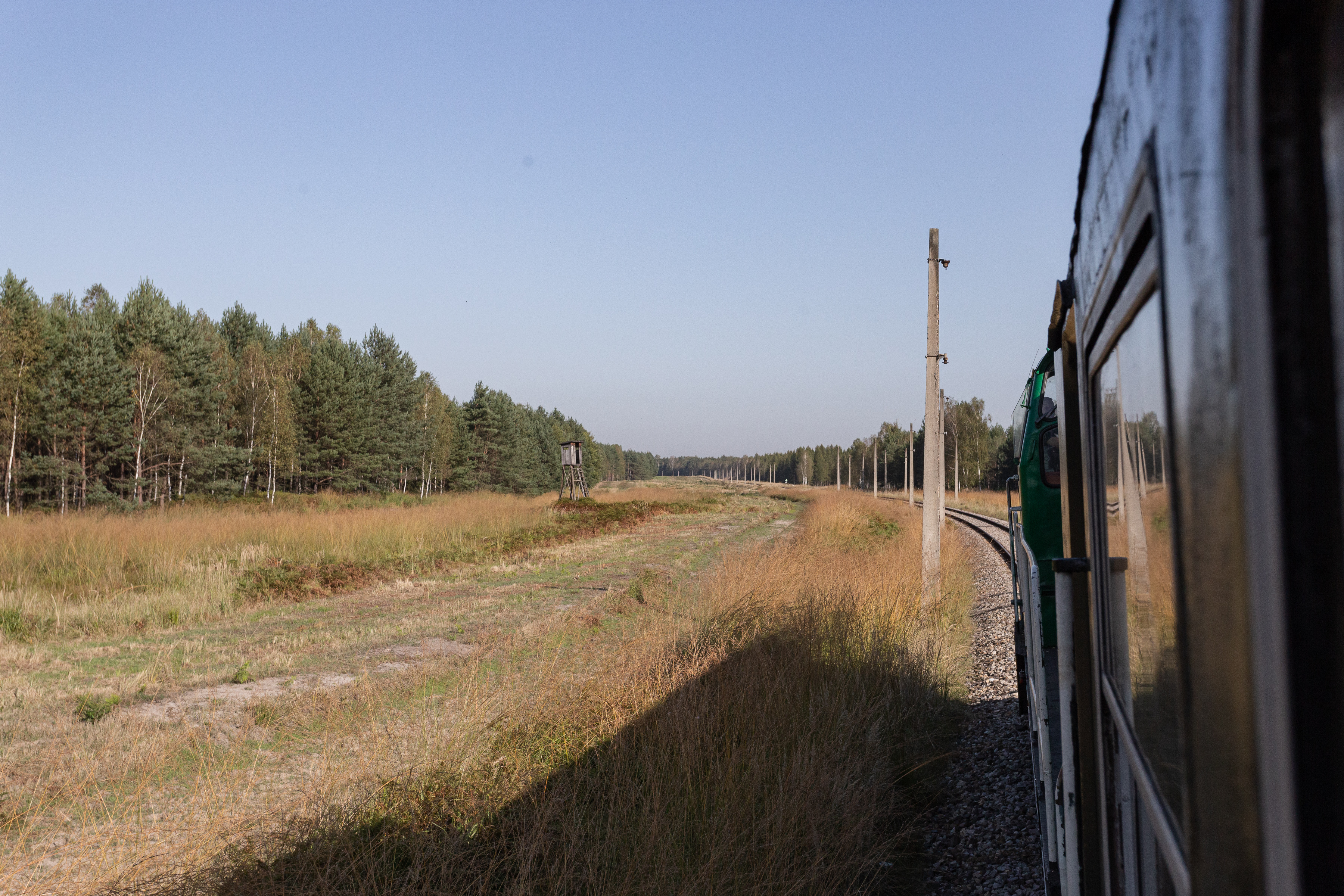
Wjazd do st. Kotlarnia z kierunku Pyskowic
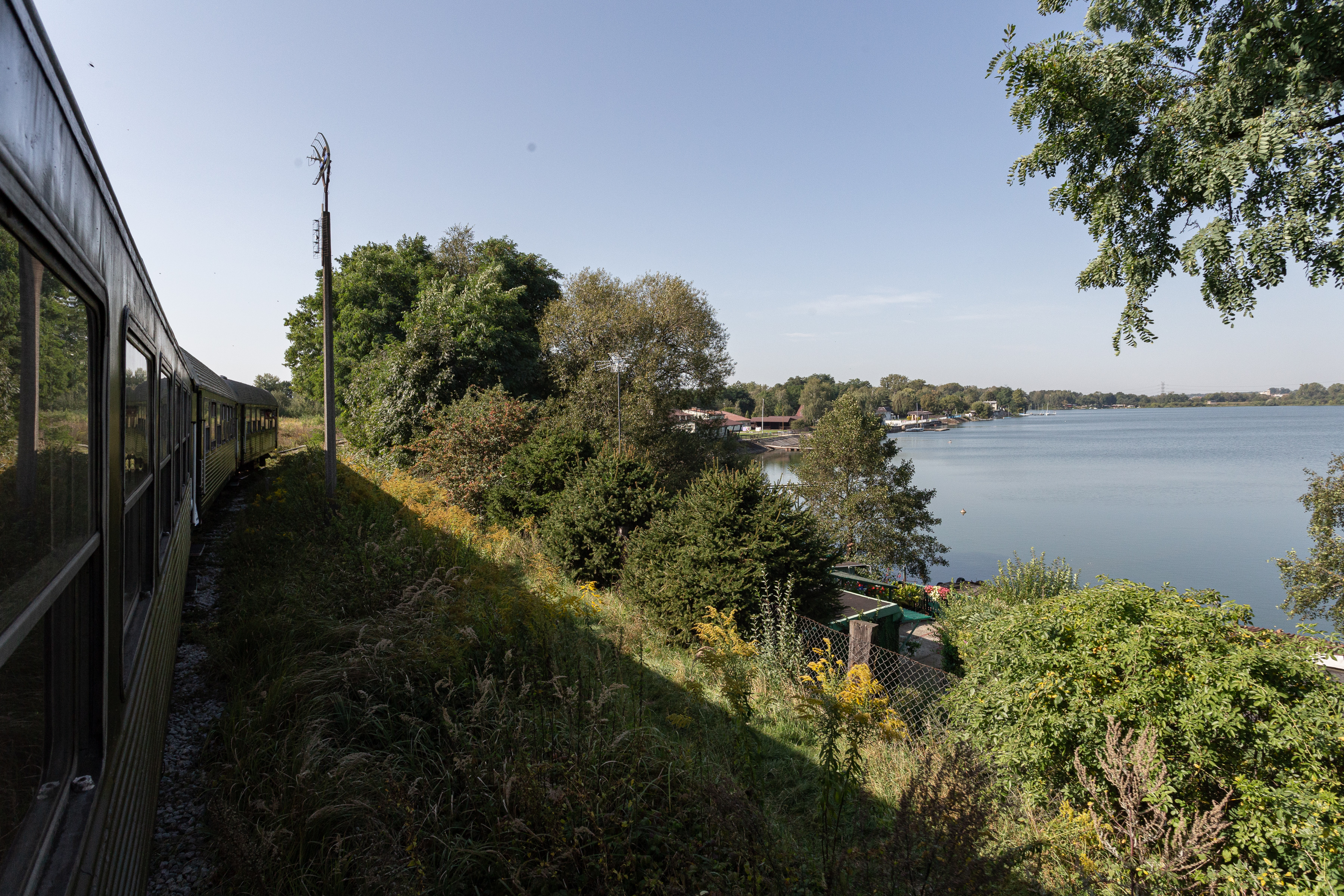
Poc. specjalny nad jeziorem Dzierżno Małe
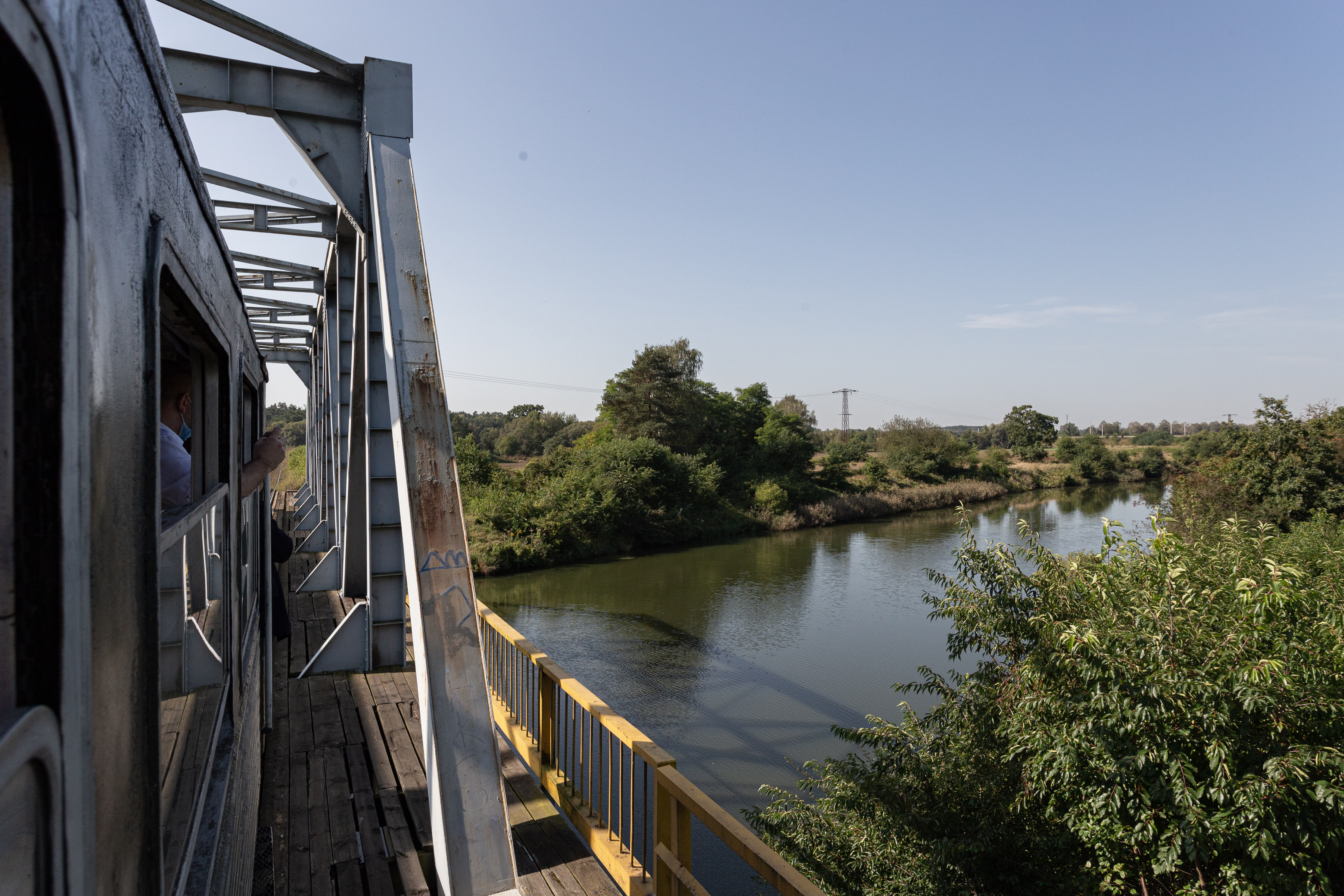
Poc. specjalny na moście nad Kanałem Gliwickim
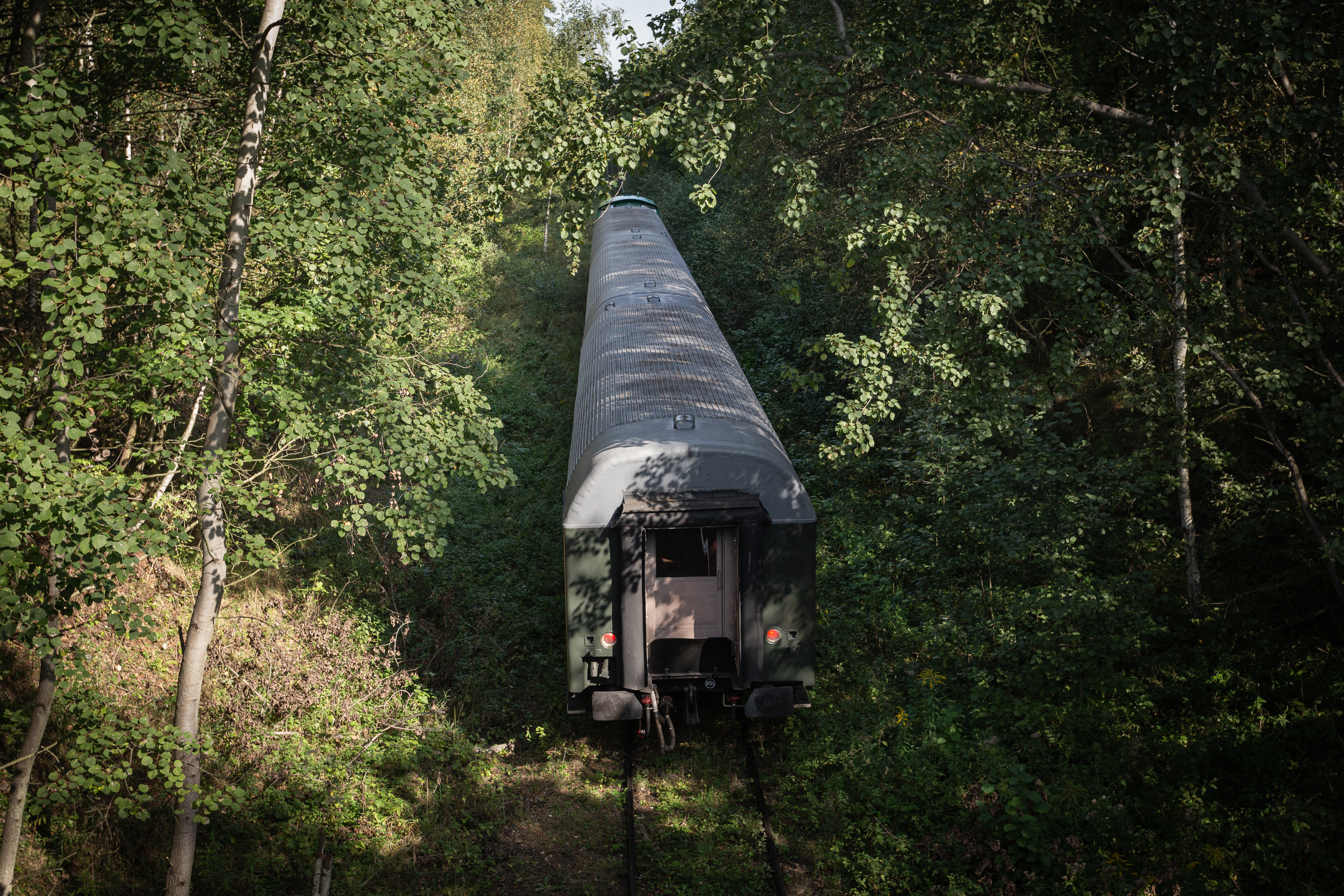
Poc. specjalny w zielonym tunelu przed Kanałem Gliwickim
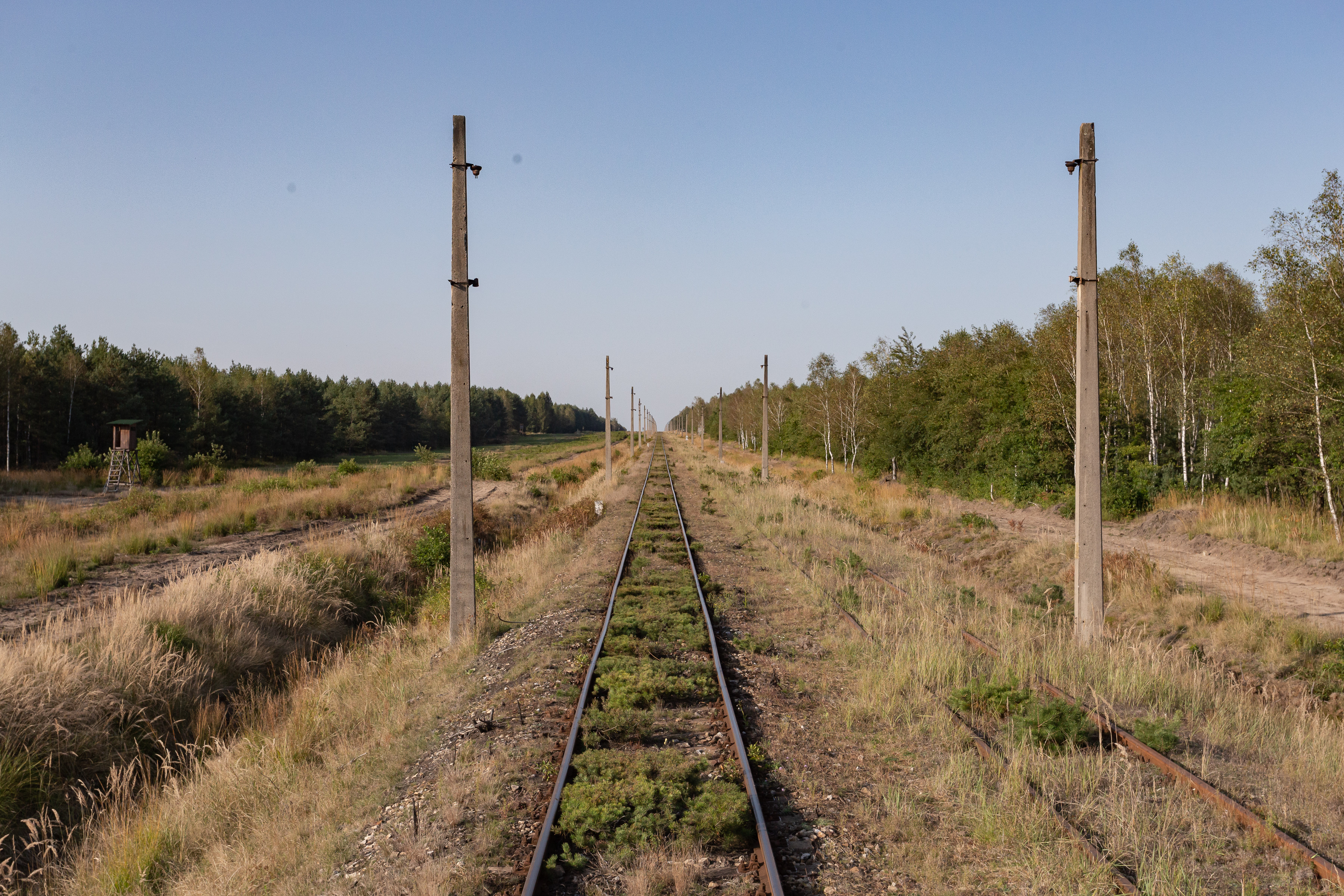
Widok na torowisko w kier. wjazdu do Kotlarni od strony Leszczyn
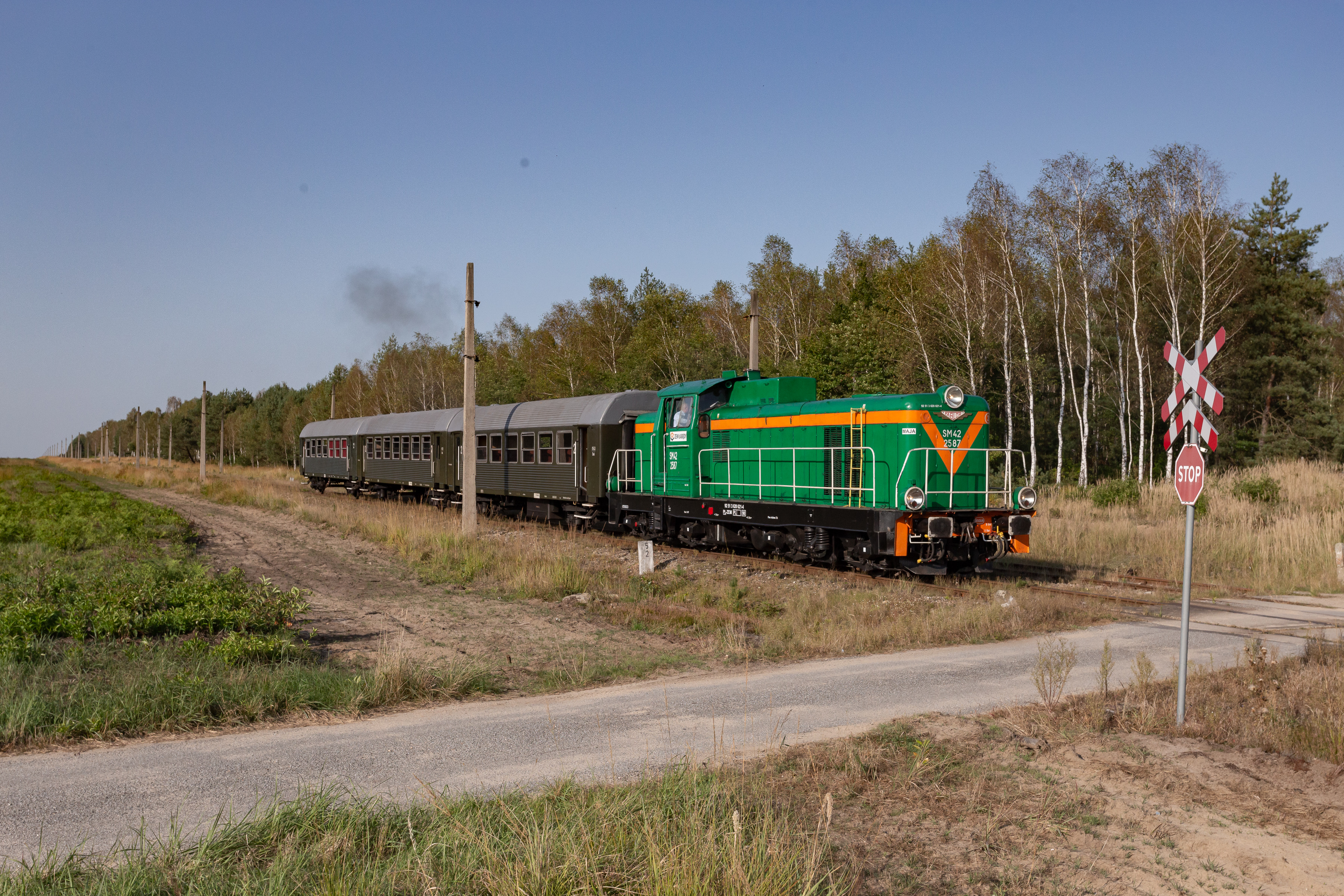
Poc. specjalny z SM42-2587 wyjeżdża z Kotlarni w kier. Leszczyn
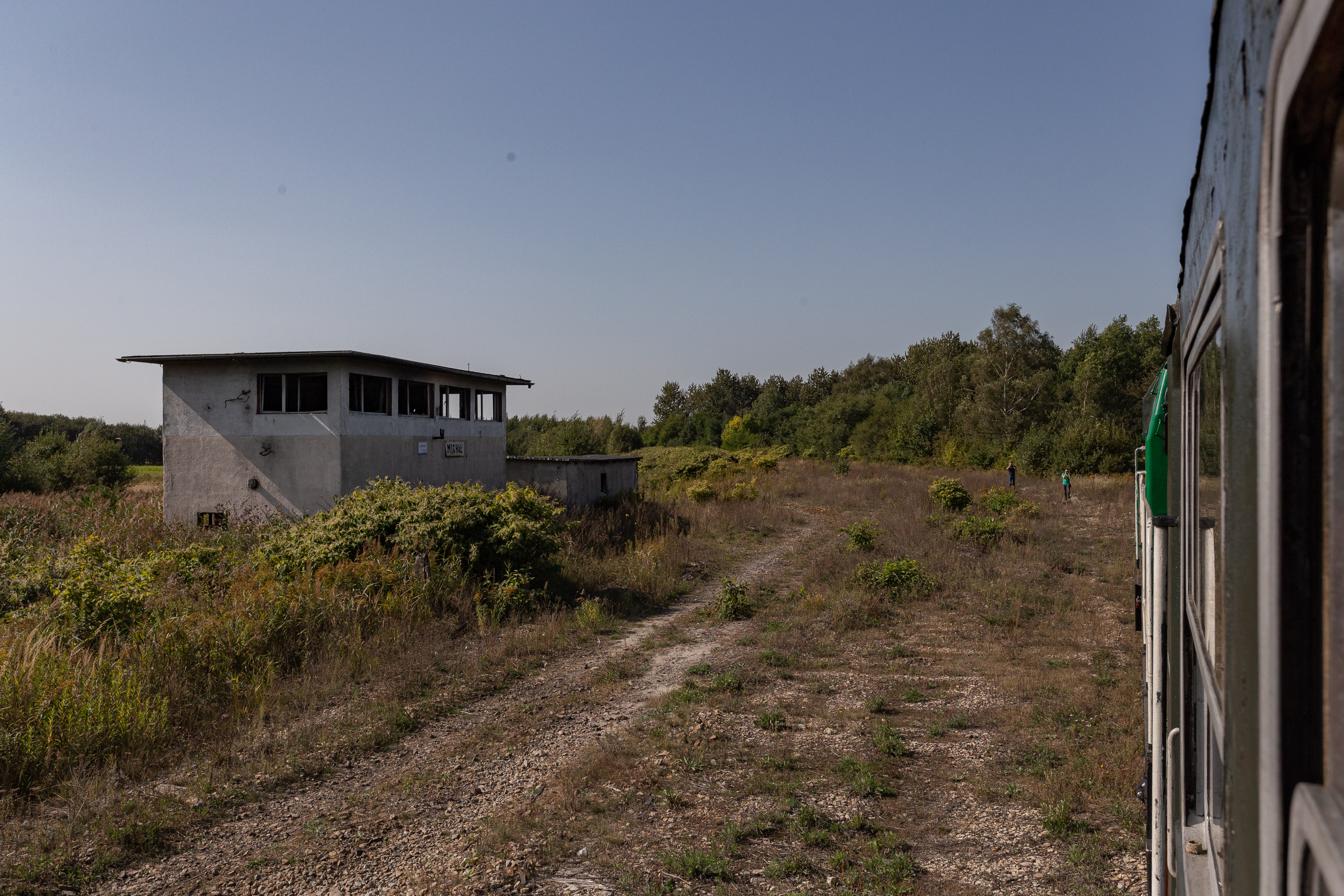
Dawna stacja Michał
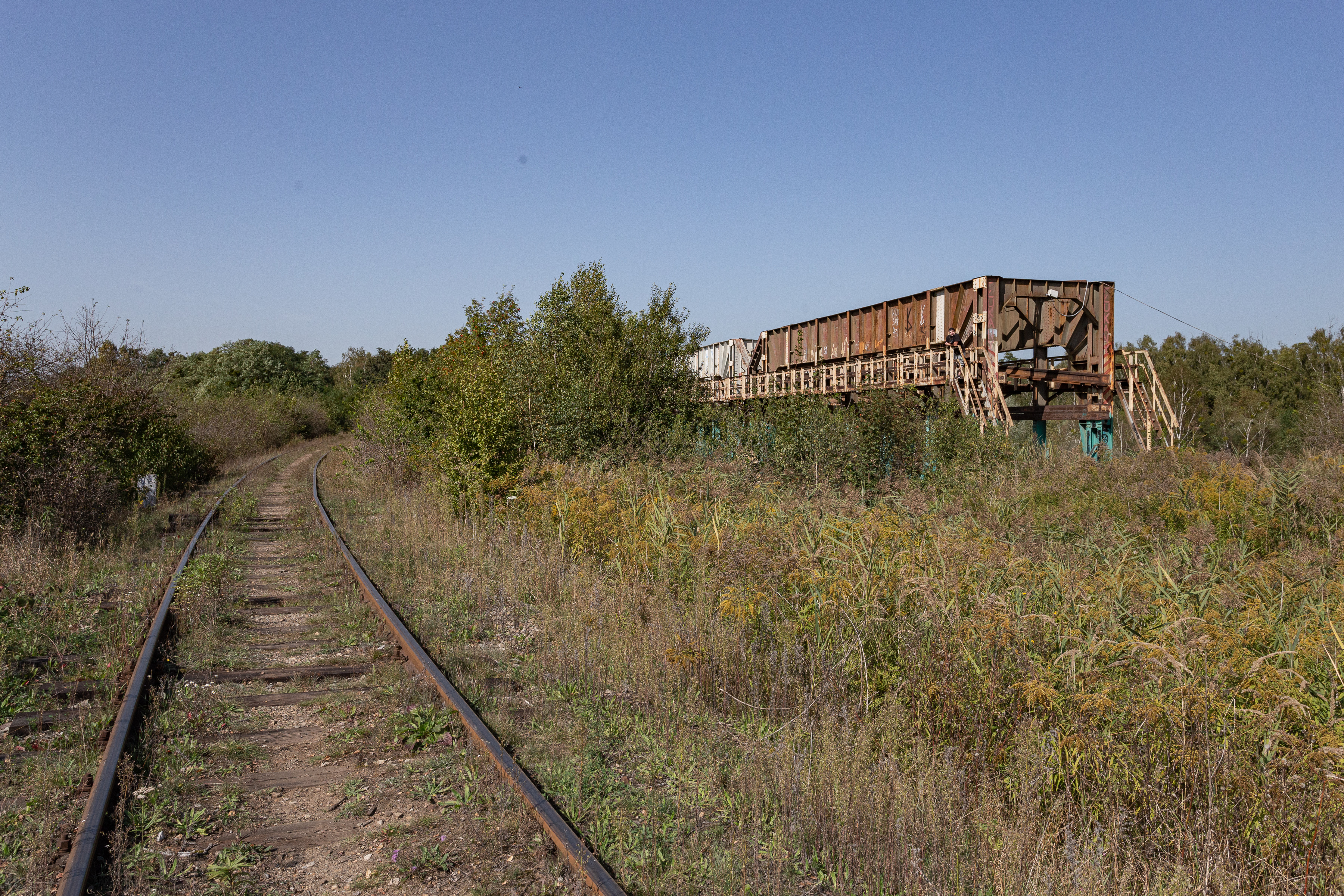
Most zsypowy podsadzkowy Wojciech w Zabrzu